# Psychotria lunanii
Psychotria lunanii är en måreväxtart som beskrevs av Ignatz Urban. Psychotria lunanii ingår i släktet Psychotria och familjen måreväxter. Inga underarter finns listade i Catalogue of Life.